# Nikita Alexandrowitsch Nikitin
Nikita Alexandrowitsch Nikitin (russisch Никита Александрович Никитин; englische Transkription: Nikita Alexandrovich Nikitin; * 16. Juni 1986 in Omsk, Russische SFSR) ist ein ehemaliger russischer Eishockeyspieler, der im Verlauf seiner aktiven Karriere zwischen 2002 und 2019 unter anderem 264 Spiele für die St. Louis Blues, Columbus Blue Jackets und Edmonton Oilers in der National Hockey League (NHL) auf der Position des Verteidigers bestritten hat. Darüber hinaus absolvierte Nikitin über 250 weitere Partien für den HK Awangard Omsk und HK Traktor Tscheljabinsk in der Kontinentalen Hockey-Liga (KHL).

## Karriere

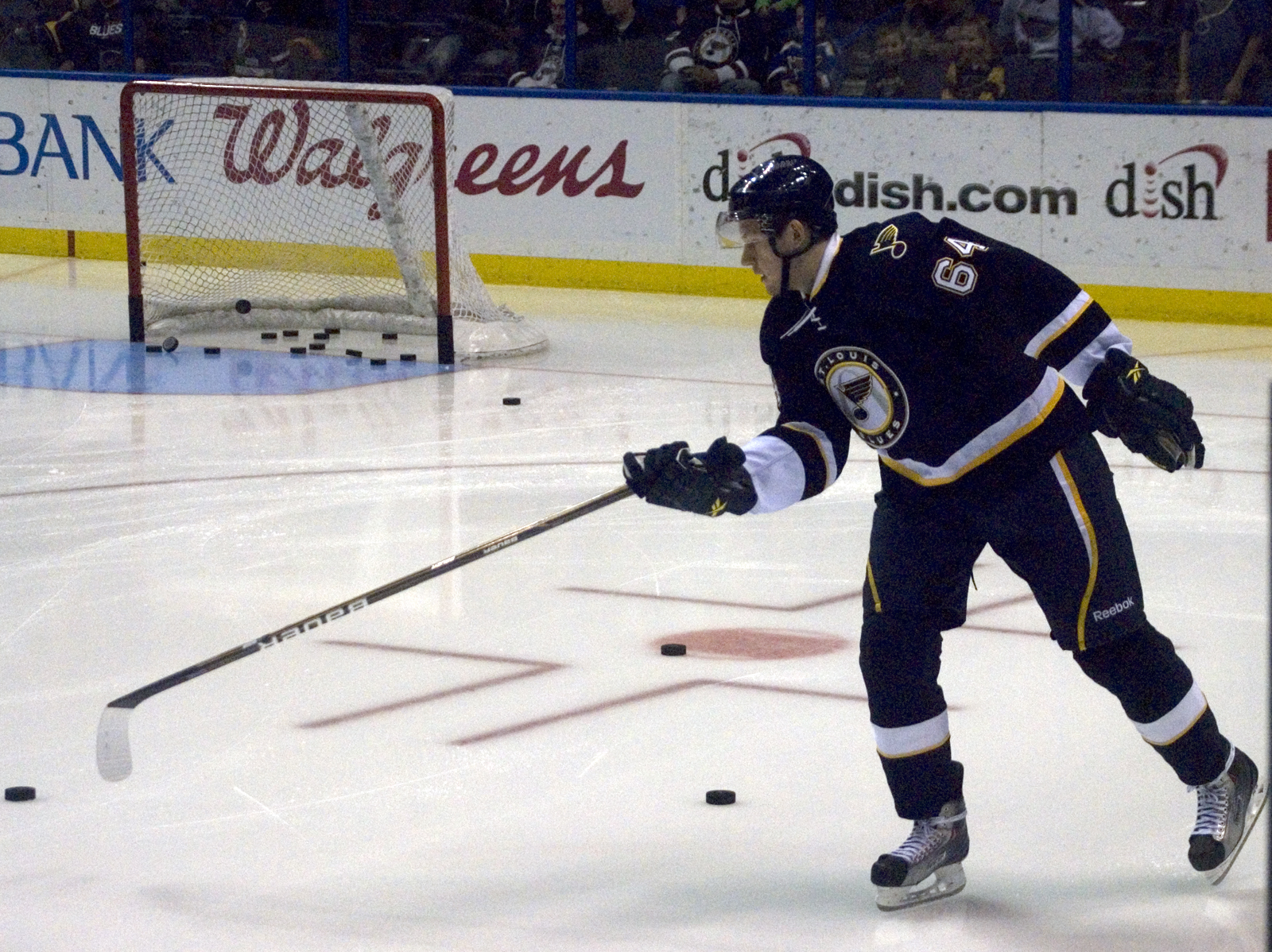
Nikitin im Trikot der St. Louis Blues (2011)

Nikita Nikitin begann seine Karriere als Eishockeyspieler in seiner Heimatstadt in der Jugend des HK Awangard Omsk, für dessen Profimannschaft er in der Saison 2003/04 sein Debüt in der russischen Superliga gab, wobei er in dieser Spielzeit nur in einer Partie zum Einsatz kam. Den Rest der Spielzeit verbrachte er ebenso wie im Vorjahr bei deren zweiter Mannschaft in der drittklassigen Perwaja Liga. Zudem wurde der Russe im NHL Entry Draft 2004 in der fünften Runde als insgesamt 136. Spieler von den St. Louis Blues aus der National Hockey League (NHL) ausgewählt. Auf europäischer Ebene gewann der Verteidiger mit Awangard 2005 den IIHF European Champions Cup. Im Finale setzte sich der Linksschütze mit seiner Mannschaft gegen Kärpät Oulu aus der finnischen SM-liiga durch.
In der Saison 2005/06 wurde Nikitin mit Omsk Vizemeister, nachdem man in den Finalspielen Ak Bars Kasan unterlag. Ab der Saison 2008/09 stand Nikitin für Awangard in der neugegründeten Kontinentalen Hockey-Liga (KHL) auf dem Eis. Im Juni 2010 unterschrieb er einen Vertrag bei den St. Louis Blues. Nachdem Nikitin die Saison 2010/11 im NHL-Kader der Blues begonnen hatte und in 13 NHL-Spielen zum Einsatz gekommen war, wurde er anschließend ins Farmteam zu den Peoria Rivermen geschickt. Im November 2011 wurde Nikitin gegen Kris Russell von den Columbus Blue Jackets getauscht. Aufgrund des NHL-Lockouts spielte er von 2012 bis 2013 für den HK Awangard Omsk in der KHL. Nach drei Jahren in Columbus wechselte Nikitin im Juni 2014 zu den Edmonton Oilers. In Edmonton absolvierte der Russe 42 Spiele in der Saison 2014/15, schaffte jedoch in der Vorbereitung zur Spielzeit 2015/16 den Sprung in den NHL-Kader nicht und wurde somit vorerst an die Bakersfield Condors abgegeben.
Nachdem er im Saisonverlauf sowohl für die Condors als auch Oilers Spiele bestritten hatte, kehrte er im September 2016 in seine Heimatstadt Omsk zurück. Dort schloss er sich erneut dem HK Awangard Omsk an. Zwischen 2017 und 2019 war er für den HK Traktor Tscheljabinsk aktiv, ehe er seine aktive Karriere beendete.

### International
Für Russland nahm Nikitin an der U20-Junioren-Weltmeisterschaft 2006 teil, bei der er mit seiner Mannschaft den zweiten Platz belegte. Des Weiteren spielte er bei der Weltmeisterschaft 2012, als er mit der Sbornaja Weltmeister wurde. Zudem war er Teil des Teams bei den Olympischen Winterspielen 2014 im eigenen Land.

## Erfolge und Auszeichnungen
- 2005 IIHF-European-Champions-Cup-Gewinn mit dem HK Awangard Omsk
- 2006 Russischer Vizemeister mit dem HK Awangard Omsk

### International
- 2006 Silbermedaille bei der U20-Junioren-Weltmeisterschaft
- 2012 Goldmedaille bei der Weltmeisterschaft

## Karrierestatistik

### International
Vertrat Russland bei:
- U20-Junioren-Weltmeisterschaft 2006
- Weltmeisterschaft 2012
- Olympischen Winterspielen 2014

(Legende zur Spielerstatistik: Sp oder GP = absolvierte Spiele; T oder G = erzielte Tore; V oder A = erzielte Assists; Pkt oder Pts = erzielte Scorerpunkte; SM oder PIM = erhaltene Strafminuten; +/− = Plus/Minus-Bilanz; PP = erzielte Überzahltore; SH = erzielte Unterzahltore; GW = erzielte Siegtore; 1 Play-downs/Relegation; Kursiv: Statistik nicht vollständig)